# Albrecht Altdorfer
Albrecht Altdorfer (provavelmente em Altdorf (Landshut), aprox. 1480 — Regensburgo, 12 de fevereiro de 1538), pintor, gravador e arquiteto renascentista alemão. Um dos mais notáveis representantes da Escola do Danúbio, teve influências de Dürer e Cranach.
Nas suas obras podemos observar uma pura pintura de paisagens, animada pela narração de lendas, como por exemplo, em Susana no Banho (Munique): o quadro mostra o fabuloso palácio de construção onírica, cuja composição geométrica e cristalina se opõem as linhas curvas da paisagem; e, em São Jorge e o Dragão (Munique), o santo dificilmente se destaca da minuciosa massa de arvoredo. Mas há em Altdorfer a noção fundamental de um indissolúvel laço entre a natureza e os acontecimentos humanos que nela passam. Na Batalha de Alexandre em Isso (Munique), "a paisagem universal assume dimensões cósmicas: o drama terrestre encontra o seu eco no combate dos exércitos, das nuvens, do sol e da lua, da luz e de obscuridade" (Otto Benesch). Exprime-se nesta pintura inquieta uma nova representação do espaço aberto e nela a miniatura é uma arte monumental: é esta, provavelmente, a obra-prima do autor.

## Biografia
Altdorfer nasceu em Regensburg ou  Altdorf por volta de 1480.
Ele adquiriu um interesse pela arte de seu pai, Ulrich Altdorfer, que era pintor e miniaturista. No início de sua carreira, ele ganhou a atenção do público ao criar pequenos e íntimos trabalhos modestos em mídia não convencional e com assuntos excêntricos. Ele se estabeleceu na cidade imperial livre de Regensburg, uma cidade localizada no rio [Danúbio]] em 1505, tornando-se o arquiteto da cidade e um vereador da cidade. Suas primeiras obras assinadas datam de c. 1506, incluindo gravuras e desenhos tais como "Stygmata de São Francisco" e "St. Jerome . Seus modelos eram gravuras em cobre e cobre das oficinas de Jacopo de Barbari e Albrecht Dürer.
Por volta de 1511 ou antes, ele viajou pelo rio e pelo sul até os Alpes, onde o cenário o emocionou tanto que ele se tornou o primeiro "pintor de paisagens" no sentido moderno, fazendo dele o líder da Escola do Danúbio, um círculo que foi pioneiro da paisagem como um gênero independente, no sul da Alemanha. A partir de 1513, ele estava a serviço de [Maximiliano I, Sacro Imperador Romano Maximiliano I] em Innsbruck, onde recebeu várias comissões da corte imperial. Durante a turbulência da Reforma Protestante, ele se dedicou principalmente à arquitetura; pinturas do período, mostrando sua crescente atenção à arquitetura, incluem a "Natividade da Virgem".

## Galeria

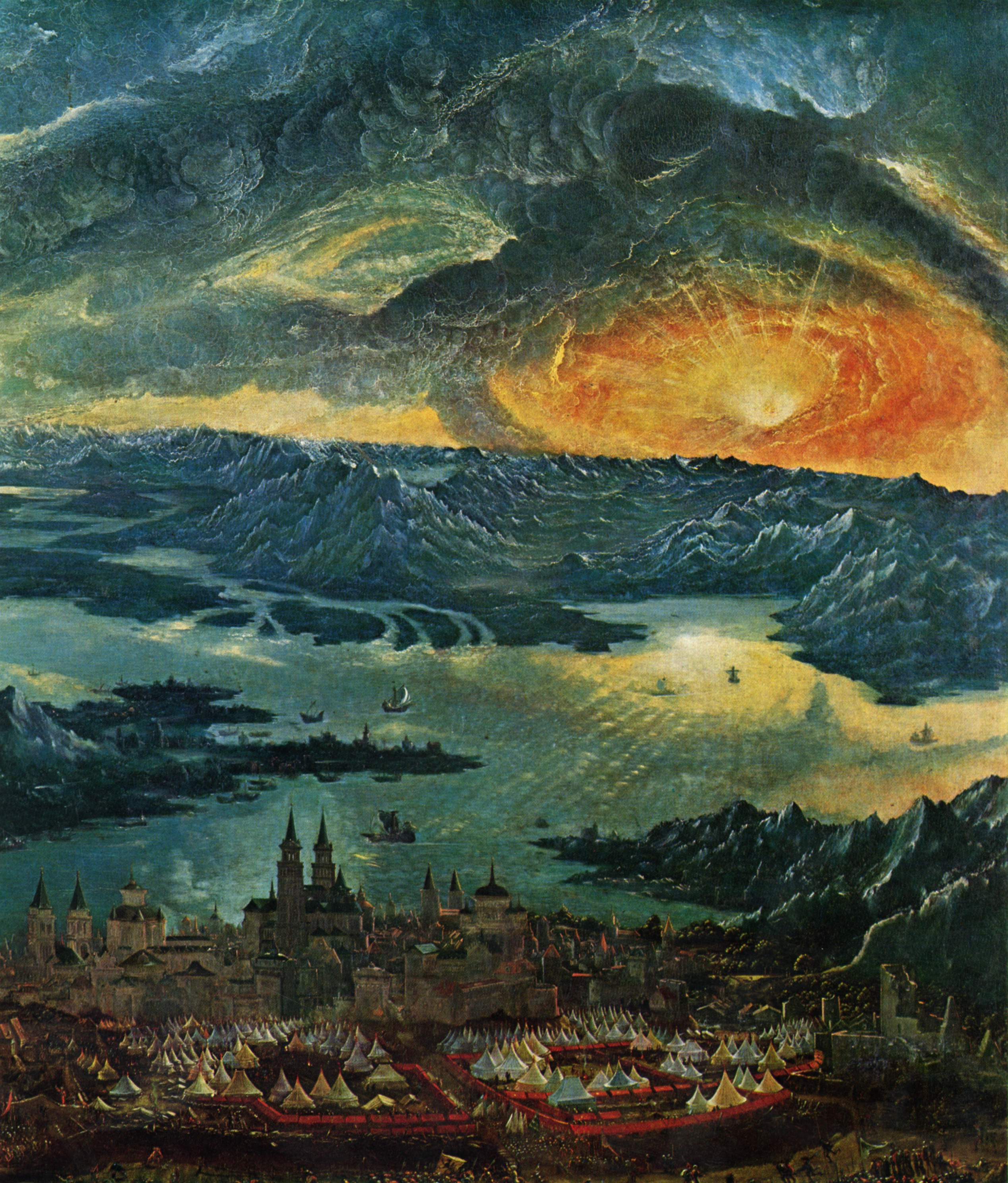
A batalha de Alexandre, o Grande contra o rei persa Darius (1529)
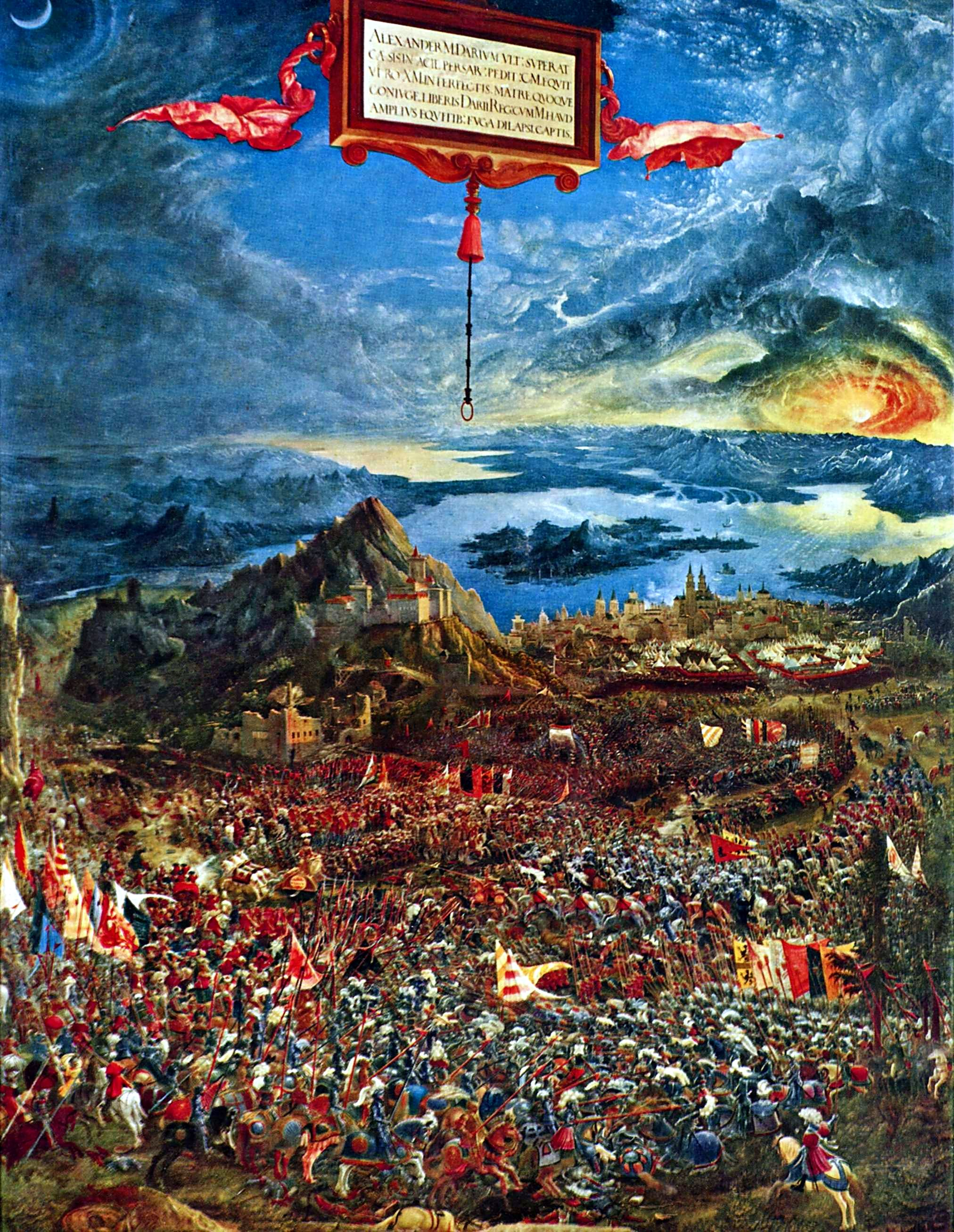
A batalha de Alexandre, o Grande contra o rei persa Darius (1529)
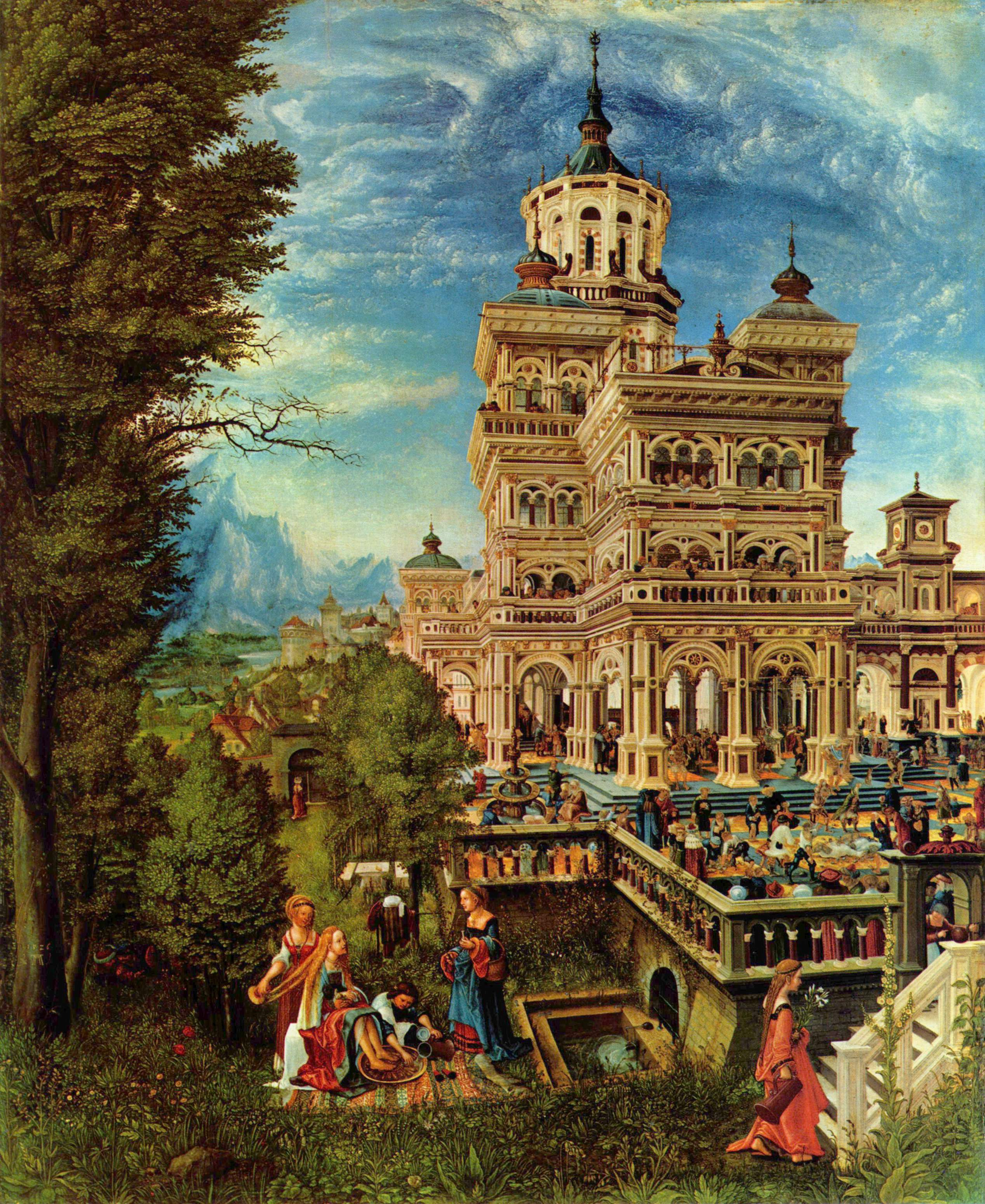
Susana no banho (1526)
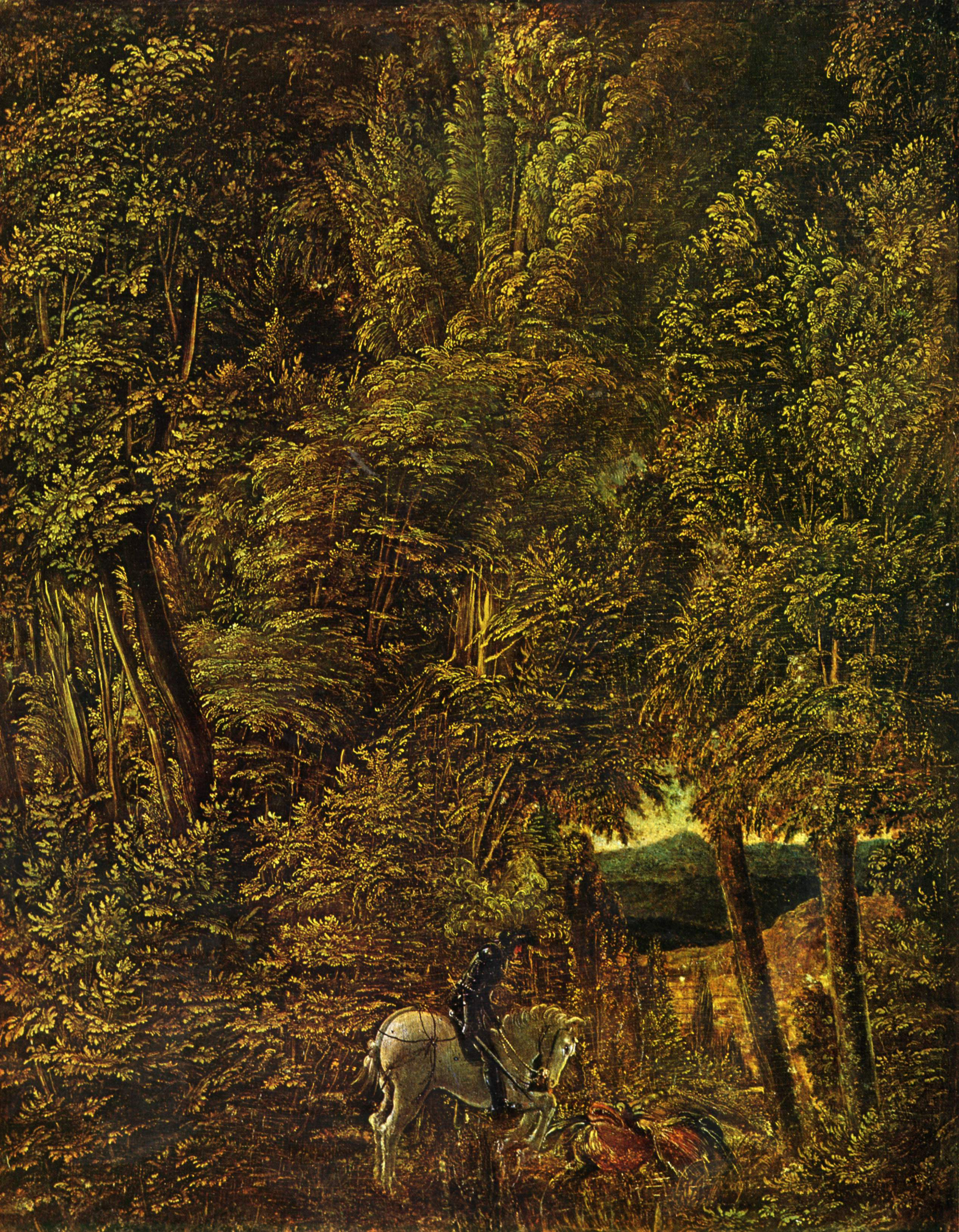
São Jorge e o dragão (1510), Munique
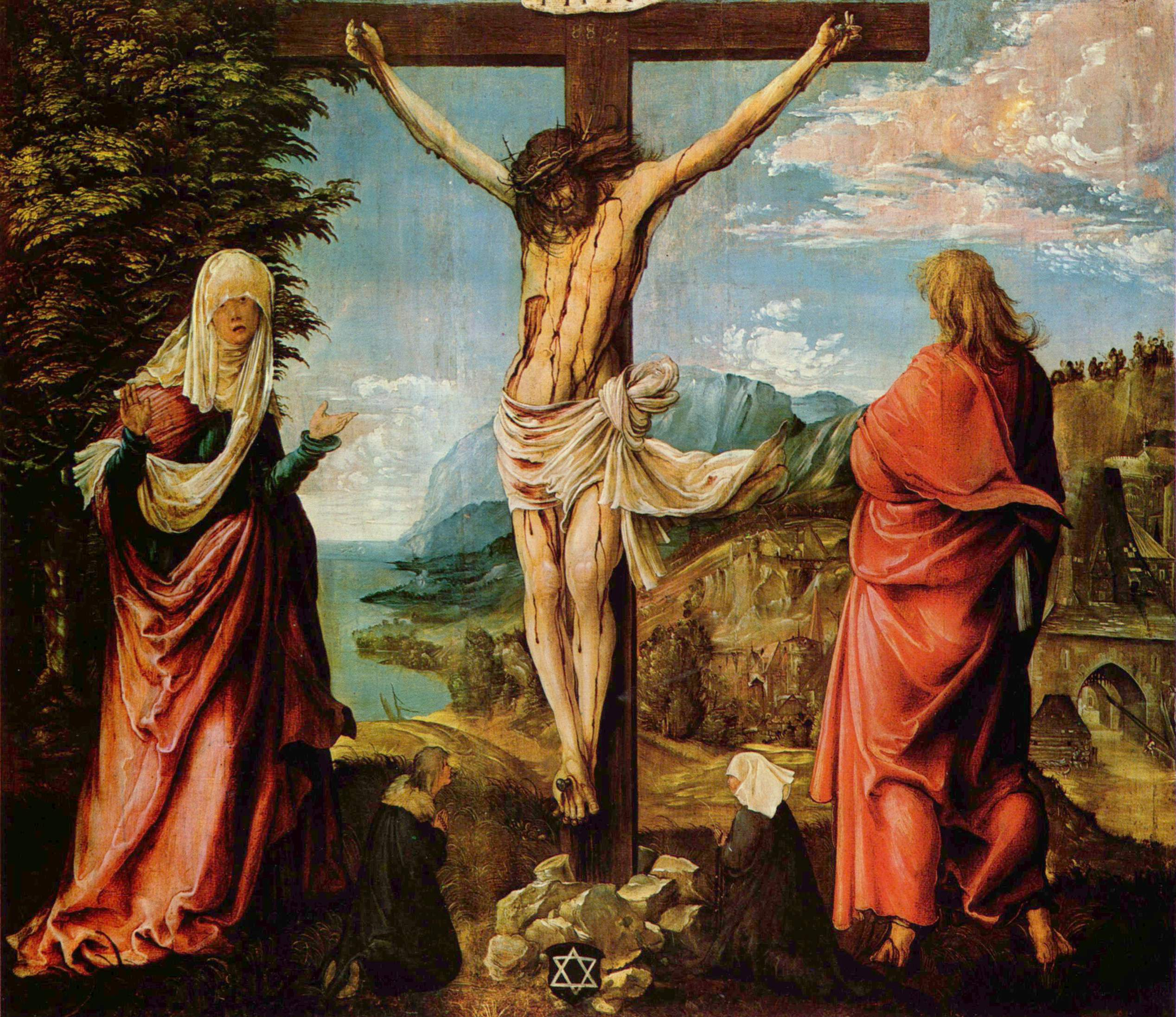
Crucificação (1515-1516), Kassel
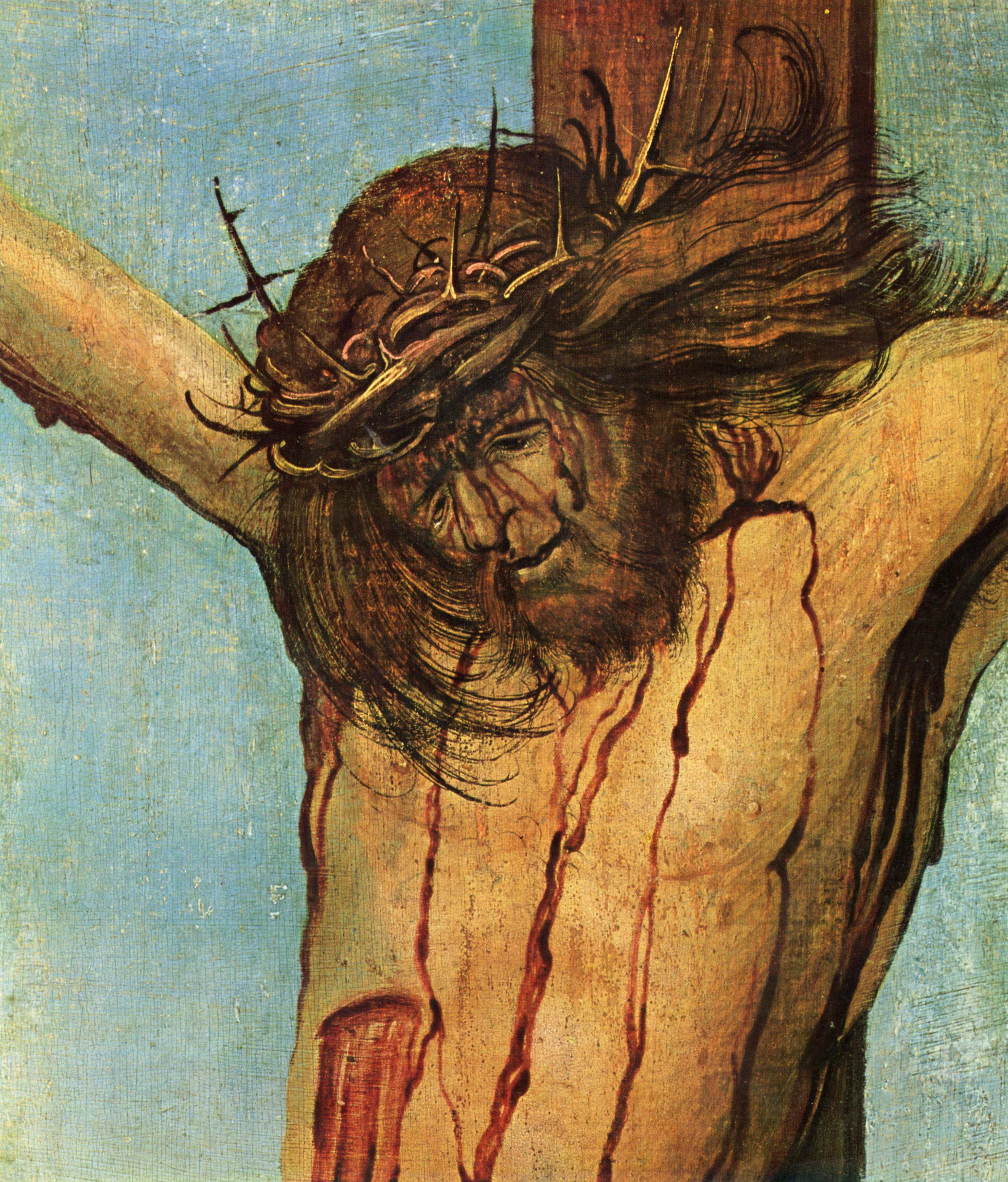
Crucificação, detalhe (1515-1516), Kassel
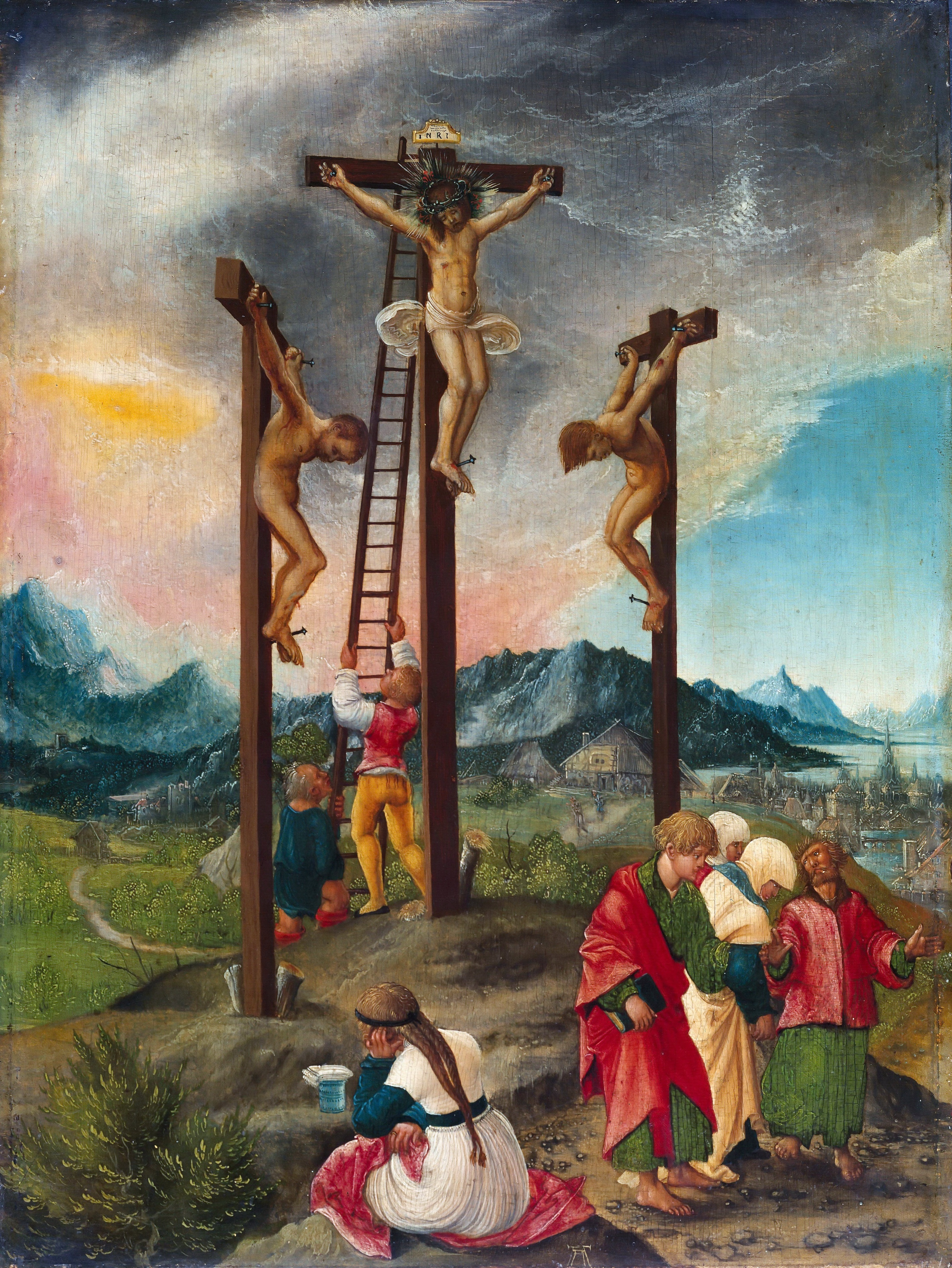
Crucificação de Cristo (1526), Berlim